# Agnes Husband
Agnes Husband (* 20. Mai 1852 in Tayport, Fife; † 30. April 1929 in Dundee) war eine schottisch-britische Suffragette, Sozialaktivistin und Lokalpolitikerin. Sie war eines der ersten weiblichen Ratsmitglieder in Dundee. 1926 erhielt sie den Freedom of the City der Stadt Dundee.

## Leben
Agnes Husband wurde als Tochter des Schiffsführers John Husband und Agnes Lamond oder Lomand geboren. Agnes und ihre Schwester arbeiteten als Schneiderinnen in der Murraygate in Dundee.
In ihren Vierzigern engagierte sich Agnes Husband für den Sozialismus und die Labour Party und kandidierte 1897 erfolglos für das School Board. Doch 1901 wurde sie als eine der ersten beiden Frauen in den Parochial Board, zuständig für die Armengesetzgebung (Scottish poor laws), gewählt. Sie nahm in einem Jahr an über 80 Sitzungen teil und war Mitglied in vier Ausschüssen. 1905 wurde Husband auch in den School Board gewählt und setzte sich für die Bereitstellung von Mahlzeiten, Büchern und Vorschulunterricht für arme Kinder in der Stadt ein. Sie selbst bildete sich in Abendkursen am Dundee University College weiter
1907 führte ein Streit zwischen den Mitgliedern Women’s Social and Political Union (WSPU) und den Pankhursts über deren Führungsanspruch zu einer Spaltung der WSPU, woraufhin die demokratischere Women’s Freedom League (WFL)  gegründet wurde. Husband wurde Sekretärin des Dundee-Zweigs der Women’s Freedom League (WFL).
Sie warb für die spezifische Sicht von Frauen, die „einen schärferen Blick und ein menschlicheres Ideal für das betreffende Problem“ hätten, wenn sie nur „den Mut und die Überzeugung“ hätten, sich auch für wichtige städtische Gremien zur Verfügung zu stellen. Auf einer gut besuchten Versammlung der Steuerzahler in Perth im Jahr 1911 wurde ein Antrag von Perths Lord Provost Macnab angenommen, dem Beispiel von Dundee zu folgen, und zwar auf der Grundlage von Husbands, wie er es nannte, „höchst anregender und funkelnder Rede“, und er forderte die Unterstützung des, wie er es nannte, „schwächeren Geschlechts, nämlich der Männer“, damit auch Perth mehr weibliche Kandidaten für die Wahlen zum School Board, Town Council und Parish Council ermutige.
1908 stellte Husband die Suffragetten Anna Munro und Amy Sanderson, die sie persönlich kannte, einer großen Versammlung in den Prince of Wales Halls in Glasgow vor, wo sie über ihre Erfahrungen im Gefängnis berichteten. Sanderson sagte, dass die Reform der Gefängnisse etwas sei, wofür Frauen ihre Stimme einsetzen sollten, sobald sie sie gewonnen hätten.
Husband nahm an Demonstration in London teil, was in der lokalen Presse aber nicht berichtet wurde. 1910 gehörte Husband zu den schottischen Delegierten der WFL-Jahreskonferenz und wurde zusammen mit acht anderen in der WFL-Zeitschrift The Vote abgebildet. 1912 nahm Husband an der siebten Jahreskonferenz der teil und wurde bei der Begrüßung der WFL-Präsidentin Charlotte Despard abgebildet.
Trotz einer schweren Krankheit im September 1913, nachdem sie am 24. August 1913 an der Seite von Charlotte Despard bei einer Freiluftveranstaltung im Londoner Hyde Park aufgetreten war, setzte Husband ihren Einsatz fort. Am 9. Oktober 1913 berief sie zum Beispiel eine Versammlung ein, auf der eine Miss Deas das Thema „Bibellesen und Frauenwahlrecht“ erläuterte und aufzeigte, dass „seit Anbeginn der Zeit ausgezeichnete Frauen ihre Rechte eingefordert und bekommen haben“. Und im selben Monat demonstrierte der WFL-Zweig unter Husbands Vorsitz zusammen mit dem örtlichen WSPU-Zweig gegen die Zwangsernährung von Suffragetten im Gefängnis von Dundee. Im Mai 1914 wurde sie von einer vergrößerten Mitgliederzahl erneut zur Vorsitzenden des WFL-Zweigs gewählt. Sie hielt lokale Veranstaltungen ab, bei denen sie bei Gesprächen am Abend, an den Werkstoren von Fabriken wie den Invergowrie Paper Mills oder vor der Old Grammar School für die Sache warb.
Ebenfalls 1914 wurde Husband in das School Board von Dundee gewählt; ihre Mitstreiterin Mary H. J. Henderson wurde ein Opfer der für das Gremium angewandten Quoten-Regelungen für unterschiedliche Gruppierungen (bekannt als plumpers).
Im Jahr 1926 war sie im Alter von 74 Jahren die fünfte Frau, der die Freedom of the City-Auszeichnung der Stadt Dundee verliehen wurde. Das ihr dabei verliehene burgess ticket liegt im Stadtarchiv von und wurde 2018 dort ausgestellt.
Husband starb im Jahr 1929.
Ihr auf die Wahlrechtsbewegung wurde wie folgt beschrieben: „Sie hat sich lange und gewissenhaft für die Armen und eine bessere Bildung eingesetzt. Als Mitglied der Suffragettenbewegung sprach, schrieb und kämpfte sie mit Elan. Sie unterstützte und ermutigte auch ihre jüngeren Schwestern, sich zu engagieren.“ In modernen Artikeln wurde sie als „Pionierin bei der Durchsetzung der Ansprüche von Frauen und ihrer Kompetenz, an der Verwaltung öffentlicher Angelegenheiten mitzuwirken“ und als „Pionierin für eine humanere Behandlung der Armen und für die Erziehung und Betreuung von Kindern“ beschrieben.
Eine Blue plaque für sie hängt an den Dundee City Chambers und in den McManus Galleries befindet sich ein von Alec Grieve gemaltes Porträt. Im Jahr 2008 war Husband eine der fünfundzwanzig Frauen, die im Dundee Women’s Trail: Twenty-five footsteps over four centuries aufgenommen wurde.
Ein Gebäude des neu gebauten Hauptsitzes von Social Security Scotland an der Dundee Waterfront erhielt 2021 den Namen Agnes Husband House. Die Kabinettssekretärin der schottischen Regierung für soziale Sicherheit, Shirley-Anne Somerville, sagte dazu: „Miss Husband hat einen Großteil ihres Lebens der Hilfe für die Armen und Unterdrückten, insbesondere für Kinder, gewidmet […] und ihr Vermächtnis lebt weiter […] Diejenigen, die hier arbeiten, werden stolz darauf sein, in ihre Fußstapfen zu treten.“